# Fußball-Club Gelsenkirchen-Schalke 04 1967-1968
Questa voce raccoglie le informazioni riguardanti il Fußball-Club Gelsenkirchen-Schalke 04 nelle competizioni ufficiali della stagione 1967-1968.

## Stagione
Nella stagione 1967-1968 lo Schalke, allenato da Karl-Heinz Marotzke e Günter Brocker, concluse il campionato di Bundesliga al 15º posto. In Coppa di Germania lo Schalke fu eliminato agli ottavi di finale dall'Eintracht Braunschweig.

## Rosa
| N. |                     | Ruolo | Calciatore         |
| -- | ------------------- | ----- | ------------------ |
|    | Germania (bandiera) | P     | Josef Elting       |
|    | Germania (bandiera) | P     | Norbert Nigbur     |
|    | Germania (bandiera) | D     | Hans-Jürgen Becher |
|    | Germania (bandiera) | D     | Klaus Fichtel      |
|    | Germania (bandiera) | D     | Manfred Kreuz      |
|    | Serbia (bandiera)   | D     | Zarko Nikolić      |
|    | Germania (bandiera) | D     | Friedel Rausch     |
|    | Germania (bandiera) | D     | Klaus Senger       |
|    | Polonia (bandiera)  | D     | Waldemar Słomiany  |
|    | Germania (bandiera) | C     | Hermann Erlhoff    |

| N. |                     | Ruolo | Calciatore           |
| -- | ------------------- | ----- | -------------------- |
|    | Germania (bandiera) | C     | Herbert Höbusch      |
|    | Germania (bandiera) | C     | Gerhard Neuser       |
|    | Germania (bandiera) | C     | Heinz Pliska         |
|    | Germania (bandiera) | C     | Hans-Jürgen Wittkamp |
|    | Germania (bandiera) | A     | Horst Blechinger     |
|    | Germania (bandiera) | A     | Heribert Dittrich    |
|    | Germania (bandiera) | A     | Harald Kaminski      |
|    | Germania (bandiera) | A     | Harald Klose         |
|    | Germania (bandiera) | A     | Willi Kraus          |
|    | Germania (bandiera) | A     | Manfred Pohlschmidt  |

## Organigramma societario
Area tecnica
- Allenatore: Günter Brocker
- Allenatore in seconda: Slobodan Čendić, Hans-Günter Diegel
- Preparatore dei portieri:
- Preparatori atletici:

## Calciomercato

### Sessione estiva
| Acquisti | Acquisti             | Acquisti                | Acquisti |
| R.       | Nome                 | da                      | Modalità |
| -------- | -------------------- | ----------------------- | -------- |
| A        | Heribert Dittrich    | Schalke 04 U19          |          |
| C        | Hermann Erlhoff      | VfB Marl Hüls           |          |
| C        | Herbert Höbusch      | SSV/FCA Rotthausen 2000 |          |
| A        | Harald Kaminski      | Schalke 04 U19          |          |
| A        | Manfred Pohlschmidt  | Amburgo                 |          |
| D        | Waldemar Słomiany    | Górnik Zabrze           |          |
| C        | Hans-Jürgen Wittkamp | Herten                  |          |

| Cessioni | Cessioni            | Cessioni             | Cessioni |
| R.       | Nome                | a                    | Modalità |
| -------- | ------------------- | -------------------- | -------- |
| C        | Karl-Heinz Bechmann | Alemannia Aquisgrana |          |
| C        | Günter Herrmann     | Karlsruhe            |          |
| A        | Erwin Kolbe         | Westfalia Herne      |          |
| C        | Alfred Pyka         | Westfalia Herne      |          |
| C        | Kurt Waschk         | Wuppertal            |          |
| A        | Werner Weikamp      | Bocholt              |          |

## Risultati

### Bundesliga

#### Girone di andata
| Arbitro: | Fritz |

|                           |           |                               |
| Kraus 73’ Rausch 88’, 89’ | Marcatori | 8’, 38’, 78’ Meyer 52’ Laumen |

| Arbitro: | Kreitlein |

|             |           |  |
| Schmidt 21’ | Marcatori |  |

| Gelsenkirchen 2 settembre 1967, ore 16:00 CET 3ª giornata | Schalke 04 | 0 – 0 referto | Monaco 1860 | Glückauf-Kampfbahn (23 000 spett.)\| Arbitro: \| Schulz \| |
| Arbitro:                                                  | Schulz     |               |             |                                                            |

| Arbitro: | Riegg |

|                                                      |           |  |
| Löhr 2’, 57’, 88’ Rühl 53’, 66’ Weber 78’ Simmet 90’ | Marcatori |  |

| Arbitro: | Spinnler |

|                        |           |  |
| Köppel 54’ Sieloff 70’ | Marcatori |  |

| Arbitro: | Heumann |

|  |           |                         |
|  | Marcatori | 49’ Görts 81’ Bjørnmose |

| Arbitro: | Wengenmayer |

|              |           |  |
| Rehhagel 28’ | Marcatori |  |

| Gelsenkirchen 30 settembre 1967, ore 15:30 CET 8ª giornata | Schalke 04 | 0 – 0 referto | Norimberga | Glückauf-Kampfbahn (25 000 spett.)\| Arbitro: \| Redelfs \| |
| Arbitro:                                                   | Redelfs    |               |            |                                                             |

| Arbitro: | Kreitlein |

|          |           |                 |
| Wild 14’ | Marcatori | 74’ Pohlschmidt |

| Arbitro: | Tschenscher |

|                        |           |             |
| Kraus 15’ Wittkamp 56’ | Marcatori | 45’ Glenski |

| Arbitro: | Fritz |

|                           |           |                  |
| Ahnefeld 32’ Heynckes 43’ | Marcatori | 51’ (rig.) Kraus |

| Arbitro: | Deuschel |

|  |           |               |
|  | Marcatori | 54’ Ohlhauser |

| Arbitro: | Biwersi |

|               |           |              |
| Held 72’, 76’ | Marcatori | 61’ Wittkamp |

| Arbitro: | Ohmsen |

|                        |           |  |
| Wittkamp 33’ Kraus 90’ | Marcatori |  |

| Arbitro: | Tschenscher |

|           |           |                                                        |
| Gayer 48’ | Marcatori | 25’ Senger 56’ Wittkamp 84’ Pohlschmidt 87’, 90’ Kraus |

| Arbitro: | Siebert |

|                             |           |  |
| Kraus 19’, 43’ Wittkamp 20’ | Marcatori |  |

| Arbitro: | Schäfer |

|                   |           |                         |
| Bechtold 11’, 83’ | Marcatori | 21’ Neuser 52’ Wittkamp |

#### Girone di ritorno
| Arbitro: | Redelfs |

|            |           |                                                                     |
| Netzer 63’ | Marcatori | 37’, 59’ Wittkamp 40’ Erlhoff 49’, 84’ Pohlschmidt 52’ (rig.) Kraus |

| Arbitro: | Schreiner |

|  |           |                       |
|  | Marcatori | 61’ Gerwien 74’ Ulsaß |

| Arbitro: | Fritz |

|          |           |                        |
| Heiß 59’ | Marcatori | 57’ Neuser 78’ Erlhoff |

| Arbitro: | Seiler |

|              |           |          |
| Wittkamp 17’ | Marcatori | 44’ Löhr |

| Arbitro: | Biwersi |

|                             |           |            |
| Pohlschmidt 29’, 53’ (rig.) | Marcatori | 24’ Köppel |

| Arbitro: | Reil |

|                         |           |  |
| Görts 26’ Danielsen 50’ | Marcatori |  |

| Arbitro: | Binder |

|                            |           |                   |
| Pohlschmidt 37’ Neuser 69’ | Marcatori | 84’ Klimaschefski |

| Arbitro: | Schulz |

|                       |           |                                   |
| Strehl 17’ Starek 28’ | Marcatori | 27’ Pohlschmidt 43’, 82’ Wittkamp |

| Arbitro: | Siebert |

|  |           |                              |
|  | Marcatori | 26’ Gecks 34’ Budde 54’ Wild |

| Arbitro: | Riegg |

|                         |           |                |
| Krott 22’ Ferdinand 62’ | Marcatori | 54’ Blechinger |

| Arbitro: | Jacobi |

|              |           |             |
| Słomiany 72’ | Marcatori | 30’ Skoblar |

| Arbitro: | Fritz |

|                              |           |  |
| Ohlhauser 62’ Brenninger 75’ | Marcatori |  |

| Arbitro: | Picker |

|                 |           |  |
| Pohlschmidt 17’ | Marcatori |  |

| Arbitro: | Conrad |

|            |           |  |
| Müller 76’ | Marcatori |  |

| Arbitro: | Mailand |

|                              |           |  |
| Pohlschmidt 32’ Wittkamp 70’ | Marcatori |  |

| Arbitro: | Regely |

|            |           |                 |
| Dörfel 49’ | Marcatori | 60’ Pohlschmidt |

| Gelsenkirchen 25 maggio 1968, ore 15:30 CET 34ª giornata | Schalke 04 | 0 – 0 referto | Eintracht Francoforte | Glückauf-Kampfbahn (10 000 spett.)\| Arbitro: \| Schäfer \| |
| Arbitro:                                                 | Schäfer    |               |                       |                                                             |

### Coppa di Germania
| Arbitro: | Siebert |

|  |           |            |
|  | Marcatori | 51’ Neuser |

| Arbitro: | Wengenmayer |

|                             |           |                                    |
| Słomiany 20’ Blechinger 73’ | Marcatori | 6’ Gerwien 54’ Saborowski 77’ Maas |

## Statistiche

### Statistiche di squadra
| Competizione      | Punti | In casa | In casa | In casa | In casa | In casa | In casa | In trasferta | In trasferta | In trasferta | In trasferta | In trasferta | In trasferta | Totale | Totale | Totale | Totale | Totale | Totale | DR |
| Competizione      | Punti | G       | V       | N       | P       | Gf      | Gs      | G            | V            | N            | P            | Gf           | Gs           | G      | V      | N      | P      | Gf     | Gs     | DR |
| ----------------- | ----- | ------- | ------- | ------- | ------- | ------- | ------- | ------------ | ------------ | ------------ | ------------ | ------------ | ------------ | ------ | ------ | ------ | ------ | ------ | ------ | -- |
| Bundesliga        | 30    | 17      | 7       | 5       | 5       | 19      | 17      | 17           | 4            | 3            | 10           | 23           | 31           | 34     | 11     | 8      | 15     | 42     | 48     | -6 |
| Coppa di Germania | -     | 1       | 0       | 0       | 1       | 2       | 3       | 1            | 1            | 0            | 0            | 1            | 0            | 2      | 1      | 0      | 1      | 3      | 3      | 0  |
| Totale            | 30    | 18      | 7       | 5       | 6       | 21      | 20      | 18           | 5            | 3            | 10           | 24           | 31           | 36     | 12     | 8      | 16     | 45     | 51     | -6 |

### Andamento in campionato
| Giornata  | 1  | 2  | 3  | 4  | 5  | 6  | 7  | 8  | 9  | 10 | 11 | 12 | 13 | 14 | 15 | 16 | 17 | 18 | 19 | 20 | 21 | 22 | 23 | 24 | 25 | 26 | 27 | 28 | 29 | 30 | 31 | 32 | 33 | 34 |
| --------- | -- | -- | -- | -- | -- | -- | -- | -- | -- | -- | -- | -- | -- | -- | -- | -- | -- | -- | -- | -- | -- | -- | -- | -- | -- | -- | -- | -- | -- | -- | -- | -- | -- | -- |
| Luogo     | C  | T  | C  | T  | T  | C  | T  | C  | T  | C  | T  | C  | T  | C  | T  | C  | T  | T  | C  | T  | C  | C  | T  | C  | T  | C  | T  | C  | T  | C  | T  | C  | T  | C  |
| Risultato | P  | P  | N  | P  | P  | P  | P  | N  | N  | V  | P  | P  | P  | V  | V  | V  | N  | V  | P  | V  | N  | V  | P  | V  | V  | P  | P  | N  | P  | V  | P  | V  | N  | N  |
| Posizione | 11 | 15 | 15 | 18 | 18 | 18 | 18 | 18 | 18 | 18 | 18 | 18 | 18 | 18 | 16 | 16 | 16 | 16 | 16 | 16 | 15 | 15 | 15 | 15 | 15 | 15 | 15 | 15 | 15 | 15 | 15 | 15 | 15 | 15 |

Legenda:

Luogo: C = Casa; T = Trasferta. Risultato: V = Vittoria; N = Pareggio; P = Sconfitta.

### Statistiche dei giocatori
| Giocatore      | Bundesliga | Bundesliga | Bundesliga  | Bundesliga | Coppa di Germania | Coppa di Germania | Coppa di Germania | Coppa di Germania | Totale   | Totale | Totale      | Totale     |
| Giocatore      | Presenze   | Reti       | Ammonizioni | Espulsioni | Presenze          | Reti              | Ammonizioni       | Espulsioni        | Presenze | Reti   | Ammonizioni | Espulsioni |
| -------------- | ---------- | ---------- | ----------- | ---------- | ----------------- | ----------------- | ----------------- | ----------------- | -------- | ------ | ----------- | ---------- |
| H. Becher      | 30         | 0          | 0           | 0          | 1                 | 0                 | 0                 | 0                 | 31       | 0      | 0           | 0          |
| H. Blechinger  | 30         | 1          | 0           | 0          | 1                 | 1                 | 0                 | 0                 | 31       | 2      | 0           | 0          |
| H. Dittrich    | 4          | 0          | 0           | 0          | 0                 | 0                 | 0                 | 0                 | 4        | 0      | 0           | 0          |
| J. Elting      | 16         | 0          | 0           | 0          | 1                 | 0                 | 0                 | 0                 | 17       | 0      | 0           | 0          |
| H. Erlhoff     | 21         | 2          | 0           | 0          | 1                 | 0                 | 0                 | 0                 | 22       | 2      | 0           | 0          |
| K. Fichtel     | 34         | 0          | 0           | 0          | 2                 | 0                 | 0                 | 0                 | 36       | 0      | 0           | 0          |
| H. Höbusch     | 31         | 0          | 0           | 0          | 2                 | 0                 | 0                 | 0                 | 33       | 0      | 0           | 0          |
| H. Kaminski    | 0          | 0          | 0           | 0          | 0                 | 0                 | 0                 | 0                 | 0        | 0      | 0           | 0          |
| H. Klose       | 14         | 0          | 0           | 0          | 1                 | 0                 | 0                 | 0                 | 15       | 0      | 0           | 0          |
| W. Kraus       | 12         | 9          | 0           | 0          | 1                 | 0                 | 0                 | 0                 | 13       | 9      | 0           | 0          |
| M. Kreuz       | 1          | 0          | 0           | 0          | 0                 | 0                 | 0                 | 0                 | 1        | 0      | 0           | 0          |
| G. Neuser      | 27         | 3          | 0           | 0          | 2                 | 1                 | 0                 | 0                 | 29       | 4      | 0           | 0          |
| N. Nigbur      | 18         | 0          | 0           | 0          | 1                 | 0                 | 0                 | 0                 | 19       | 0      | 0           | 0          |
| Z. Nikolić     | 3          | 0          | 0           | 1          | 0                 | 0                 | 0                 | 0                 | 3        | 0      | 0           | 1          |
| H. Pliska      | 23         | 0          | 0           | 0          | 1                 | 0                 | 0                 | 0                 | 24       | 0      | 0           | 0          |
| M. Pohlschmidt | 30         | 11         | 0           | 0          | 2                 | 0                 | 0                 | 0                 | 32       | 11     | 0           | 0          |
| F. Rausch      | 27         | 2          | 0           | 0          | 1                 | 0                 | 0                 | 0                 | 28       | 2      | 0           | 0          |
| K. Senger      | 33         | 1          | 0           | 0          | 2                 | 0                 | 0                 | 0                 | 35       | 1      | 0           | 0          |
| W. Słomiany    | 18         | 1          | 0           | 0          | 2                 | 1                 | 0                 | 0                 | 20       | 2      | 0           | 0          |
| H. Wittkamp    | 26         | 12         | 0           | 0          | 2                 | 0                 | 0                 | 0                 | 28       | 12     | 0           | 0          |